# Nikki Clan
Nikki Clan est un groupe de pop mexicain, originaire de Mexicali, en Basse-Californie. Il produit une musique pop qui réunit des thèmes musicaux de pop rock et pop punk.

## Biographie
En janvier 2005, Alberto Espinosa, membre du groupe indépendant Los Piltrafas de Nogales, entre en contact le producteur Abelardo Vázquez pour en savoir plus sur sa musique. Deux mois plus tard, Los Piltrafas sont invités par le producteur pour intégrer Yadira Gianola au chant principal, et c'est ainsi que le groupe est formé. En avril 2005, ils commencent à travailler ensemble pour enregistrer des démos comme Mírame et Dímelo a mí. En juillet, ils envoient le projet à Sony BMG, qui accepte deux mois plus tard de les signer pour l'enregistrement de cinq albums. En novembre, ils commencent à enregistrer leur premier album sous la direction et la production d'Abelardo Vázquez (créateur et producteur du groupe Reik) et la coproduction de Joe Marlett.
En janvier 2006, ils terminent leur premier album éponyme, Nikki Clan, qui comprend plusieurs reprises en espagnol de chansons interprétées en anglais. Le premier single de l'album Mírame, et sa vidéo commence à transmettre par MTV Latin America le 22 mars. Le deuxième single, No me digas que no, atteint la première place des 10 plus vendus, et peu de temps après sa sortie, atteint la 10e place des 100 plus vendus en 2006. Le troisième single, Niñas mal est la bande-son du film homonyme ; la vidéo est la suite de No me digas que no. En juin 2008, ils sortent leur nouveau single Yo no te puedo olvidar. L'album No me digas que no est officiellement publié le 18 août. Quelque temps plus tard, ils sortent leur deuxième single en février 2009.
En 2010, ils annoncent leur séparation, la chanteuse Yadira Gianola ayant reçu une proposition de Televisa Mexicali.

## Discographie

### Albums studio
- 2006 : Nikki Clan
- 2007 : No me digas que no

### Singles
- 2006 : Mírame
- 2006 : No me digas que no
- 2007 : Corazón Abierto